# Omar Daf
Omar Daf (ur. 12 lutego 1977 w Dakarze) – piłkarz senegalski grający na pozycji bocznego obrońcy. Trener Amiens SC. Posiada także obywatelstwo francuskie.

## Kariera klubowa
Daf urodził się w Dakarze i jest wychowankiem klubu US Gorée, ale w wieku 18 lat wyjechał do Europy i najpierw pobierał nauki w belgijskim KVC Westerlo, a następnie w małym francuskim klubie CS Thono. W 1997 roku trafił do FC Sochaux-Montbéliard, w którym występował sporadycznie w Ligue 2 i miał niewielki udział w awansie do ekstraklasy. W pierwszej lidze Francji Daf swój pierwszy mecz rozegrał 25 września 1998, a Sochaux pokonało 1:0 Paris Saint-Germain. W lidze wystąpił jednak tylko w 13 meczach, a jego klub spadł z ligi. W sezonie 1999/2000 Daf był już podstawowym zawodnikiem Sochaux, a w sezonie 2000/2001 wywalczył ponowny awans do Ligue 1. W 2002 roku zespół zajął wysoką jak na beniaminka 8. pozycję w lidze, a w 2003 – 5. i dotarł do finału Pucharu Ligi Francuskiej, w którym uległ AS Monaco 1:4 (Daf nie grał w tym meczu). W sezonie 2003/2004 Omar zadebiutował w Pucharze UEFA oraz wywalczył swoje pierwsze w karierze trofeum, jakim był Puchar Ligi. W kolejnych sezonach Daf grywał jednak coraz mniej, gdyż prześladowały go kontuzje, a w sezonie 2006/2007 ani razu nie pojawił się na boisku i nie miał udziału w zdobyciu przez Sochaux Pucharu Francji.
W 2009 roku Daf odszedł do drugoligowego Stade Brestois 29, z którym wywalczył awans do Ligue 1. W sezonie 2010/2011 zagrał w 28 spotkaniach ligowych. W 2012 roku wrócił do Sochaux, w którego barwach rok później zakończył karierę.
| Sezon   | Klub                   | Kraj    | Rozgrywki  | Mecze | Bramki | Rozgrywki Europy | Mecze | Bramki |
| ------- | ---------------------- | ------- | ---------- | ----- | ------ | ---------------- | ----- | ------ |
| 1997/98 | FC Sochaux-Montbéliard | Francja | Division 2 | 6     | 0      | –                | –     | –      |
| 1998/99 | FC Sochaux-Montbéliard | Francja | Division 1 | 13    | 0      | –                | –     | –      |
| 1999/00 | FC Sochaux-Montbéliard | Francja | Division 2 | 27    | 0      | –                | –     | –      |
| 2000/01 | FC Sochaux-Montbéliard | Francja | Division 2 | 34    | 0      | –                | –     | –      |
| 2001/02 | FC Sochaux-Montbéliard | Francja | Division 1 | 27    | 0      | –                | –     | –      |
| 2002/03 | FC Sochaux-Montbéliard | Francja | Ligue 1    | 12    | 0      | –                | –     | –      |
| 2003/04 | FC Sochaux-Montbéliard | Francja | Ligue 1    | 17    | 0      | Puchar UEFA      | 4     | 0      |
| 2004/05 | FC Sochaux-Montbéliard | Francja | Ligue 1    | 18    | 0      | Puchar UEFA      | 7     | 0      |
| 2005/06 | FC Sochaux-Montbéliard | Francja | Ligue 1    | 7     | 0      | –                | –     | –      |
| 2006/07 | FC Sochaux-Montbéliard | Francja | Ligue 1    | 0     | 0      | –                | –     | –      |
| 2007/08 | FC Sochaux-Montbéliard | Francja | Ligue 1    | 8     | 0      | Puchar UEFA      | 1     | 0      |
| 2008/09 | FC Sochaux-Montbéliard | Francja | Ligue 1    | 16    | 0      | –                | –     | –      |
| 2009/10 | Stade Brestois 29      | Francja | Ligue 2    | 33    | 0      | –                | –     | –      |
| 2010/11 | Stade Brestois 29      | Francja | Ligue 1    | 28    | 0      | –                | –     | –      |
| 2011/12 | Stade Brestois 29      | Francja | Ligue 1    | 16    | 1      | –                | –     | –      |
| 2012/13 | FC Sochaux-Montbéliard | Francja | Ligue 1    | 2     | 0      | –                | –     | –      |

## Kariera reprezentacyjna
W reprezentacji Senegalu Daf zadebiutował w 1998 roku. W 2002 roku został powołany przez selekcjonera Bruno Metsu do kadry na Mistrzostwa Świata 2002. Tam był podstawowym zawodnikiem zespołu tworząc parę bocznych obrońców wraz z Ferdinandem Coly’m i wystąpił najpierw we wszystkich trzech meczach grupowych, a następnie w wygranym 2:1 meczu 1/8 finału ze Szwecją oraz w przegranym 0:1 ćwierćfinale z Turcją.
W swojej karierze Daf występował także w takich turniejach jak: Puchar Narodów Afryki 2004 (Senegal dotarł do ćwierćfinału) oraz Puchar Narodów Afryki 2006 (4. miejsce Senegalczyków). Do 2012 roku w kadrze wystąpił łącznie w 55 spotkaniach.